# Dumkhal
Dumkhal är en ort i Indien.   Den ligger i distriktet Narmada och delstaten Gujarat, i den centrala delen av landet, 800 km söder om huvudstaden New Delhi. Dumkhal ligger 200 meter över havet och antalet invånare är 1 285.
Terrängen runt Dumkhal är huvudsakligen kuperad. Dumkhal ligger nere i en dal. Runt Dumkhal är det ganska tätbefolkat, med 199 invånare per kvadratkilometer. Det finns inga andra samhällen i närheten. I omgivningarna runt Dumkhal växer huvudsakligen savannskog.